# 시몬 코웨츠키
시몬 피오트르 코웨츠키(폴란드어: Szymon Piotr Kołecki, 1981년 10월 21일~)는 폴란드의 역도 선수, 종합격투기 선수이다. 2008년 하계 올림픽 남자 역도 미들헤비급 금메달을 획득했고, 2000년 하계 올림픽 남자 역도 미들헤비급 은메달을 획득했다. 또한 세계 역도 선수권 대회에서 은메달 2개, 동메달을 획득했으며, 유럽 역도 선수권 대회에서 금메달 5개 ,은메달 1개를 획득했다.
역도 선수에서 은퇴한 후 2012년부터 2016년까지 폴란드 역도 연맹 이사를 맡았으며, 2016년부터 2021년까지 종합격투기 선수로 활동하기도 했다.